# ایستگاه گارد ساحلی پورت کلارنس
 ایستگاه گارد ساحلی پورت کلارنس (به انگلیسی: Port Clarence Coast Guard Station) یک فرودگاه خصوصی بهره‌برداری هوایی با کد یاتا KPC است که یک باند فرود آسفالت دارد و طول باند آن ۱۳۷۲ متر است. این فرودگاه در کشور ایالات متحده آمریکا قرار دارد و در ارتفاع ۳ متری از سطح دریا واقع شده است.